# Замок Ландсберг
Замок Ландсберг (нем. Schloss Landsberg) — комплекс замковых строений в немецком городе Ратинген (федеральная земля Северный Рейн-Вестфалия). Замок расположен на холме высотой 65 метров среди леса, по адресу August-Thyssen-Straße, 1а. Замок расположен в непосредственной близости от замка Гугенпот, что находится в районе Кеттвиг города Эссен.

## История
Замок Ландсберг был основан в XIII веке графом Адольфом V фон Берг, но первым владельцем замка стал Филипп фон Верден (1259—1297). С 1291 года владельцы замка принимают имя Ландсбергов. Семейство Ландсбергов становится одним из богатейших и влиятельнейших родов в регионе.
4 ноября 1548 года герцогом Юлих-Клеве-Берга Вильгельмомзамок был закреплён за Бертрамом фон Ландсбергом в качестве ленного владения.
В 1589 году замок был захвачен испанскими войсками под командованием Франсиско де Мендосы. Это был первый случай захвата замка, который до этого считался неприступным. В следующий раз замок удалось захватить войскам Кёльнского архиепископа Эрнста Баварского в 1597 году. В ходе Тридцатилетней войны в 1633 году замок был захвачен и разорён.
В 1705 году со смертью Витуса Арнольда фон Ландсберга прервалась мужская линия дома Ландсбергов и в 1713 году замок в качестве приданого за Анной фон Ландсберг перешёл во владение барона Сигизмунда фон Беверна. В 1825 году вдова его потомка Готфрида фон Беверна продала замок прусскому камергеру барону Жерару фон Карнапу. В 1837 году Герхард фон Карнап продал замок Ландсберг за 50 000 талеров барону Александру фон Ландсберг-Фелену, который стал использовать замок в качестве летней резиденции.
В 1903 году замок и прилегающие владения был продан Игнацем фон Ландсберг-Феленом немецкому промышленнику Августу Тиссену. После его смерти, последовавшей 4 апреля 1926 года, замок был передан специально организованной компании «August Thyssen-Stiftung Schloß Landsberg», в собственности которой он находится и по сей день.
Во время Второй мировой войны в замке Ландсберг, также как и в соседнем замке Гугенпот, находился комитет по планированию военного хозяйства. В 1945 году замок был оккупирован британскими войсками и в нём разместили склад инженерного оборудования. С июня 1947 года по февраль 1952 года в замке размещался детский санаторий, а затем вплоть до марта 1966 года — детский дом, предназначенный для детей, чьи родственники работали в компании «Thyssen AG». С 1967 года до 1984 года замок использовался для проведения встреч евангелической общиной Эссена. С 1989 года компания «Thyssen AG» использует замок для проведения семинаров и конференций.

## Описание

### Донжон
Донжон расположен в юго-западном углу замкового комплекса. Представляет собой квадратную в плане четырёхэтажную башню высотой 33 метра.

### Ворота
Ворота, возведённые в XVII веке расположены с южной стороны комплекса, украшены сверху соединёнными гербам родов Ландсбергов и Мешеде с наружной стороны и Ландсбергов и Хатцфельдов — с внутренней.

### Господский дом
Существующий сегодня господский дом был построен в XVII веке на фундаменте средневекового строения. Здание построено в барочном стиле, а при перестройке здания в XX веке оно получило отдельные элементы в стиле модерна. С северно-восточной стороны к господскому дому примыкает конюшенный корпус, в котором сейчас располагается конференц-зал.

### Круглая башня
С северной стороны замкового комплекса находится трёхэтажная круглая башня. В XIX веке башня называлась «архивной», что даёт возможность сделать предположение о её тогдашнем использовании.